# Conservatoire d'espaces naturels de Picardie
 (octobre 2024).
Le Conservatoire d'espaces naturels de Picardie est une ancienne association ayant pour but d'étudier, de préserver, de gérer et de valoriser les milieux et habitats naturels sur le territoire de la région
Picardie.
Le Conservatoire d'espaces naturels du Nord et du Pas-de-Calais et le Conservatoire d'espaces naturels de Picardie ont fusionné le 20 juin 2020 pour former le Conservatoire d'espaces naturels des Hauts-de-France.

## Présentation
Le Conservatoire d'espaces naturels de Picardie, créé en 1989 sous le nom de Conservatoire des sites naturels de Picardie, est une association à but non lucratif, reconnue d'intérêt général. 
Ses objectifs sont la protection et la valorisation du patrimoine naturel de la Picardie selon 5 axes forts : connaître, protéger, gérer, valoriser les milieux naturels et animer des projets de territoire.
Le Conservatoire d'espaces naturels de Picardie est membre de la Fédération des Conservatoires d'espaces naturels, première ONG française dans la préservation des espaces naturels. Les missions du Conservatoire sont ainsi communes aux 30 Conservatoires de France.   
Le Conservatoire d'espaces naturels de Picardie a été le premier Conservatoire agréé "État-Région" en 2012.
Le 20 juin 2020 le CEN Picardie est fusionner avec le CEN du Nord et celui du Pas-de-Calais pour former le Conservatoire d'espaces naturels des Hauts-de-France.

## Missions
Le Conservatoire a pour mission de connaître, préserver et protéger la faune, la flore et les paysages de la Picardie. 
- Connaître : la protection de la nature ne peut se faire sans connaissances approfondies des milieux naturels et de l'histoire des paysages de la Picardie. Une équipe de spécialistes scientifiques assure cette mission. Elle recense, étudie et identifie les sites naturels remarquables et propose des plans d'actions favorables à la conservation de la biodiversité de ces sites ;
- Protéger : le Conservatoire d'espaces naturels protège les richesses écologiques et paysagères de Picardie en association avec les acteurs locaux (collectivités territoriales, propriétaires, agriculteurs, forestiers, naturalistes etc.) des sites naturels gérés. Afin de les préserver durablement, le Conservatoire acquiert alors la maîtrise foncière ou d'usage de ces sites ;
- Gérer : toujours en collaboration avec les propriétaires et usagers, le Conservatoire d'espaces naturels met en œuvre une gestion écologique des sites : entretien régulier, restauration, pâturage, fauche, etc. Un Conseil scientifique valide ces actions définies dans un plan de gestion personnalisé ;
- Valoriser : la sensibilisation du public est nécessaire à la pérennité du patrimoine naturel de la Picardie. Le public est accueilli sur les sites. Le Conservatoire d'espaces naturels édite également de nombreuses publications, organise régulièrement des animations (sorties de découverte, chantiers nature et  événements régionaux) afin de valoriser le patrimoine et les actions menées afin de le préserver ;
- Animer : Le Conservatoire d’espaces naturels de Picardie accompagne l’animation de politiques publiques relatives à la biodiversité, l’eau et l’agriculture et contribue au développement durable et à l'attractivité du territoire.

Il gère et valorise plus de 270 sites naturels  de grand intérêt : 
- coteaux calcaires,
- zones humides, (dont mares, marais, étangs, tourbières, prairies alluviales),
- landes,
- cavités souterraines…

Il est notamment gestionnaire de plusieurs réserves naturelles (Réserve naturelle nationale des landes de Versigny, Réserve naturelle nationale de l'Etang Saint-Ladre à Boves, Réserve naturelle régionale des larris et tourbières de Saint-Pierre-es-Champs, Réserve naturelle régionale des Prairies humides de la ferme du Moulin Fontaine, et co-gestionnaire de la Réserve naturelle nationale des marais d'Isle à Saint-Quentin).
Soit près de 10 500 hectares permettant à de nombreuses espèces animales et végétales, souvent très rares, vulnérables et menacées, de survivre ou s'épanouir. 
Outre l'entretien des sites, le conservatoire établit l'inventaire de la faune et de la flore, mène des actions de sensibilisation à l'environnement lors des visites du public.
Une partie des sites naturels gérés sont aménagés afin d'accueillir le public (sentiers, signalétique, équipements pédagogiques...).

## Organisation
Le Conservation est doté d'un conseil d'administration et d'un conseil scientifique.
- Le Conseil d'Administration du Conservatoire d'espaces naturels de Picardie est l'organe décisionnaire de l'association. Il est composé de 15 membres bénévoles issus de la société civile, élus par l'Assemblée Générale. Il oriente les décisions et les actions du Conservatoire pour la gestion du patrimoine naturel de la région. Chaque année, le Conseil d'Administration élit en son sein les membres du bureau.
- Le Conseil scientifique, dont les membres sont également bénévoles, conseille le Conservatoire dans le choix des sites gérés et dans la définition d'un mode de gestion adapté. Il est composé de spécialistes des domaines liés à la biodiversité (botanique, géologie, entomologie, etc.) et dans la gestion des milieux naturels. Il est garant de l'impartialité des actions menées par le Conservatoire.

Le Conservatoire d'espaces naturels de Picardie dispose d'un réseau de 80 Conservateurs bénévoles actifs. 
Le Conservateur bénévole est un relais  essentiel entre le Conservatoire et les acteurs locaux (collectivités, propriétaires, etc.). Il participe aux actions de gestion et de sensibilisation du Conservatoire sur un site naturel : entretien du site, inventaire de la faune et de la flore, suivi des travaux, animation des visites sur le site, etc. 
Enfin, le Conservatoire d'espaces naturels de Picardie compte plus de 600 adhérents. Le nombre d’adhérents atteste de son dynamisme et conforte l’assise citoyenne du Conservatoire. Les adhérents orientent la politique du Conservatoire. Une forte représentation citoyenne permet une meilleure reconnaissance de la part des partenaires et acteurs locaux. 

## Partenariats
Il travaille en partenariat avec de très nombreux acteurs publics (DREAL, DRAF), associations de protection de l'environnement et acteurs privés de Picardie ou des régions limitrophes, et en partenariat avec d'autres conservatoires :
- Conservatoire d'espaces naturels du Nord et du Pas-de-Calais,
- Conservatoire botanique national de Bailleul,
- Conservatoire du littoral,
- Parcs naturels régionaux, etc.

## Pour approfondir